# Lutjanus bengalensis
Lutjanus bengalensis és una espècie de peix de la família dels lutjànids i de l'ordre dels perciformes.

## Morfologia
- Els mascles poden assolir 30 cm de longitud total.[2][3]

## Alimentació
Menja peixos i crustacis.

## Hàbitat
És un peix marí de clima tropical i associat als esculls de corall que viu fins als 10-30 m de fondària.

## Distribució geogràfica
Es troba des del Mar Roig i l'Àfrica oriental fins a Sumatra.